# Mabel Normand
Amabel Ethelreid Normand (ngày 10 tháng 11 năm 1892   - 23 tháng 2 năm 1930) là một nữ diễn viên, nhà biên kịch, đạo diễn và nhà sản xuất phim câm người Mỹ. Bà là một ngôi sao nổi tiếng và là cộng tác viên của Mack Sennett trong các bộ phim của ông tại Keystone Studios.  Khi ở đỉnh cao sự nghiệp của mình vào cuối những năm 1910 và đầu những năm 1920, bà đã có xưởng phim và công ty sản xuất riêng. Trên màn ảnh, bà xuất hiện trong 12 bộ phim thành công với Charlie Chaplin và 17 với Roscoe "béo" Arbuckle, đôi khi biên kịch và đạo diễn (hoặc đồng bằng biên kịch/đạo diễn) phim truyện Chaplin như vai nam chính của bà.
Trong suốt những năm 1920, tên tuổi của bà gắn liền với những vụ bê bối được công khai rộng rãi, bao gồm vụ sát hại William Desmond Taylor năm 1922 và vụ bắn Courtland S. Dines năm 1924, người bị tài xế của Normand bắn bằng súng lục. Bà là nghi phạm trong lần phạm tội đầu tiên khoảng một thời gian ngắn, nhưng được loại khỏi tội danh ngay sau đó. Sự nghiệp điện ảnh của mình sa sút, bà đã bị tái phát bệnh lao vào năm 1923, dẫn đến suy giảm sức khỏe, nghỉ đóng phim và qua đời vào năm 1930 ở tuổi 37.